# Kringelfjorden
Kringelfjorden är en sjö i Älvdalens kommun i Dalarna och ingår i Dalälvens huvudavrinningsområde. Sjön har en area på 1,06 kvadratkilometer och ligger 420,1 meter över havet. Sjön avvattnas av vattendraget Dalälven (Österdalälven).

## Delavrinningsområde
Kringelfjorden ingår i det delavrinningsområde (685343-134817) som SMHI kallar för Utloppet av Kringelsfjorden. Medelhöjden är 474 meter över havet och ytan är 9,87 kvadratkilometer. Räknas de 252 avrinningsområdena uppströms in blir den ackumulerade arean 2 573,7 kvadratkilometer. Avrinningsområdets utflöde Dalälven (Österdalälven) mynnar i havet. Avrinningsområdet består mestadels av skog (81 procent). Avrinningsområdet har 1,07 kvadratkilometer vattenytor vilket ger det en sjöprocent på 10,9 procent.